# Dendrobium sylvanum
Dendrobium sylvanum är en orkidéart som beskrevs av Heinrich Gustav Reichenbach. Dendrobium sylvanum ingår i släktet Dendrobium, och familjen orkidéer. Inga underarter finns listade i Catalogue of Life.